# Narciso de la Colina
Narciso Antonio Joaquín de la Colina y Morales (San Juan Bautista de Chillia, Pataz, 29 de octubre de 1797 - Lima, 1843) fue un hacendado, empresario, político y precursor peruano de la independencia.
Natural de Pataz, ciudad perteneciente a la intendencia de Trujillo en el norte del Virreinato del Perú. El mayor de tres hermanos que tendrían también papeles importantes durante la Independencia del Perú: José Manuel (notario público y editor) y el presbítero Luis Beltrán (Capellán del Virrey José de la Serna y diputado del III Congreso Constituyente (1827-1828)). Narciso era hijo de Don Pedro Joaquín de la Colina y Santisteban y Doña Manuela Morales y Henríquez de Saldaña. A su vez, era bisnieto del General español Don José de Santisteban y Briones, quien fuera Corregidor de Pataz y Cajamarquilla (abt 1730-1782), posteriormente subdelegado del partido de Pataz y propietario de las haciendas Alpamarca y Las Bambas. El Corregidor José de Santisteban dejó las tierras de Alpamarca y Las Bambas a su hijo el Presbítero don Gregorio de Santisteban y Sáenz, quien a su vez la dejó en testamento a Narciso de la Colina.
Durante las guerras de independencia, cuando el General dos José de San Martín regresó de Guayaquil después de una conversación secreta con Simón Bolívar, instaló el Congreso Constituyente de 1822, e inmediatamente renunció a su cargo de Protector del Perú, el Congreso nombró como Presidente de la República a José de la Riva Agüero. El ejército realista, al mando de José Ramón Rodil, aprovechando que las tropas patriotas se encontraban lejos, tomó Lima. Los miembros del Congreso se refugiaron en la Fortaleza del Real Felipe en el Callao. Allí se encontraba también el general grancolombiano Antonio José de Sucre, que enviara el Libertador Bolívar con una avanzada de su ejército.
Fue en ese contexto que ocurrió la participación de Narciso de la Colina. Sucre necesitaba imperiosamente comunicarse con los patriotas de Lima, ya que quería conocer los movimientos de los realistas y los pertrechos con los que contaban. José Olaya se ofreció una vez más a ser el portador de los mensajes. Se contactó en Lima con Juana de Dios Manrique (una aristócrata y patriota que era sobrina de Antonio Riquero, antiguo contador mayor y uno de los refugiados en el Callao) quién haría de nexo entre Sucre (quien se encontraba en el Callao) y Narciso de la Colina (quien coordinaba la comunicación de los patriotas en Lima). El 27 de junio de 1823, cuando llevaba, entre otros recados, una carta de Sucre para Narciso de Colina, Olaya fue descubierto. Emboscado por un piquete de soldados realistas en la calle de Acequia Alta, antes de ser apresado arrojó las cartas en una acequia. Olaya sería finalmente ejecutado por órdenes del general español José Ramón Rodil. Su sacrificio probablemente salvó la vida de Narciso de la Colina y otros patriotas peruanos.
Recibió por sus servicios durante la guerra de independencia la casa de Diego de Aliaga en la calle Palacio, que hasta 1826 se halló ocupada por el colombiano Tomás de Heres, en arrendamiento con el Estado Peruano. En representación de la provincia de Pataz, fue uno de los sesenta y cinco diputados electos en 1825 por la Corte Suprema y convocados para aprobar la Constitución Vitalicia del dictador Simón Bolívar. Sin embargo, a pesar de que dicho congreso estuvo convocado, el mismo decidió no asumir ningún tipo de atribuciones y no llegó a entrar en funciones.
Después de la guerra de independencia se dedicó a la agricultura en el valle de Cañete, donde fue propietario de la hacienda de Ungará y arrendatario de las haciendas de Casablanca y La Quebrada (propiedad de los padres de la Buena Muerte de la orden de San Camilio). En Cañete hizo amistad con Bernardo O'Higgins, quien estando exiliado de Chile, residía en la región y era propietario de la hacienda Montalbán. En 1834, durante su visita al sur del país el presidente peruano Luis José de Orbegoso visitó la hacienda Casablanca siendo huésped de Narciso y su hermano José Manuel, como es narrado en los recuentos de su viaje.
Narciso de la Colina falleció en 1843 en la casa de la calle Palacio. Se tumba se encuentra en el Panteón de los Próceres del Parque Universitario en el Cercado de Lima. Su sobrino Narciso de la Colina del Rubí, peleó en la Batalla de San Juan y Chorrillos durante la guerra del Pacífico donde falleció como héroe en enero de 1881. Está enterrado en la Cripta de los Héroes dentro del Cementerio Presbítero Matías Maestro.